# Wieger Mensonides
Pour les articles homonymes, voir Wieger.

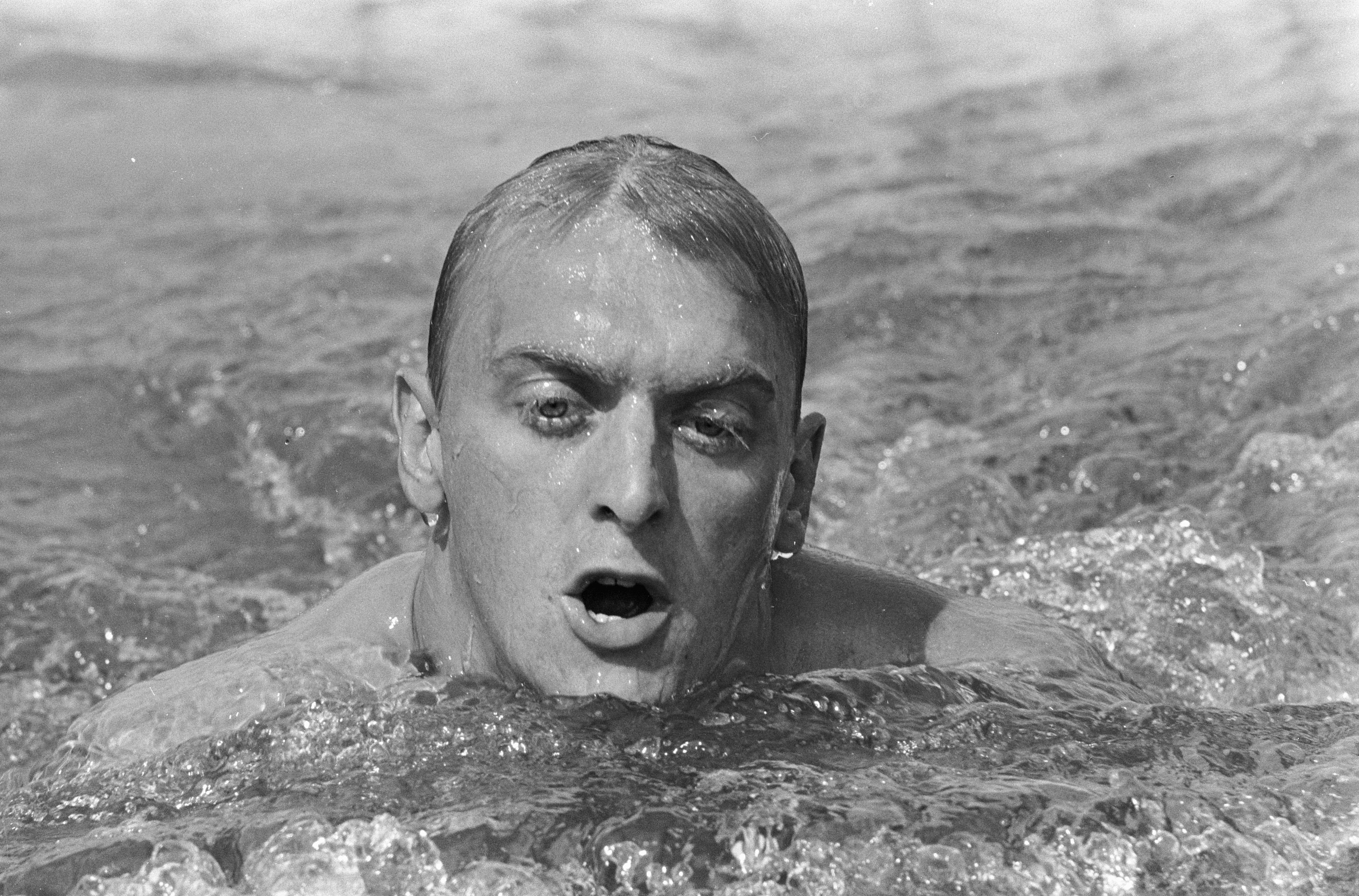
Wieger Mensonides en 1967.

Wieger Emile Mensonides, né le 12 juillet 1938 à La Haye, Hollande-Méridionale, est un ancien nageur néerlandais.
Il remporta la médaille de bronze au 200 mètres brasse durant les Jeux olympiques d'été de 1960. Durant 40 ans, il resta le seul Néerlandais à remporter une médaille olympique en natation. Ce n'est qu'en 2000 que Pieter van den Hoogenband offrit une nouvelle médaille au pays lors des Jeux olympiques d'été de Sydney.

## Palmarès

### Championnats d'Europe
- Championnats d'Europe 1962 à Leipzig (RDA)
  -  Médaille de bronze du relais 4 × 100 m 4 nages